# Comunitat índia United Auburn
La comunitat índia United Auburn (UAIC) és una tribu ameríndia reconeguda federalment formada majoritàriament per miwoks i maidus de la regió de la vall del Sacramento. La històrica ranxeria Auburn està situada als peus de Sierra Nevada vora Auburn (Califòrnia).

## La tribu
El total de membres de l'UAIC és d'aproximadament 170, amb 52 membres residint a la Ranxeria Auburn (39° 01′ 22″ N, 121° 19′ 28″ O / 39.02278°N,121.32444°O), situada al comtat de Placer vora de la comunitat de Sheridan. La tribu és governada per un consell tribal escollit democràticament.

## Història
La UAIC és la successora de la banda Auburn, principalment maidus i miwoks. Aquestes comunitats indígenes d'indis de Califòrnia residien vora Auburn (Califòrnia) i sobrevisqueren a les depredacions del segle xix com una banda cohesionada.
L'existència històrica de la comunitat índia d'Auburn és documentada a la correspondència de la Bureau of Indian Affairs des de començaments del 1900. En 1917 el govern dels Estats Units comprà 20 acres de terra vora Auburn, que foren cedits en fideïcomís a la banda Auburn i establits formalment com a reserva, coneguda com a Ranxeria Auburn.
Tanmateix, amb l'aprovació de la Llei de Reorganització Índia (IRA), 25 U.S.C. § 671 et seq., en 1934, es produí un canvi dramàtic en la política índia federal segons la qual el Congrés es va allunyar de les polítiques assimilacionistes índies per adoptar polítiques d'autogovern. L'estructura governamental permesa per l'IRA va col·locar la Bureau of Indian Affairs (BIA) a càrrec de les eleccions entre les tribus índies per permetre a cada tribu acceptar o rebutjar les disposicions de reorganització tribals de l'IRA. El 1935 els 36 membres adults de la banda Auburn van votar 16-5 per rebutjar l'IRA.
El Congrés dels Estats Units va promulgar la Rancheria Act en 1953, que posava fi a les responsabilitats fiduciàries federals per a la banda Auburn Band, entre moltes altres tribus indígenes de Califòrnia. Només una parcel·la de 2,8 acres de terra amb un parc i una església va romandre en mans de la Ranxeria després que el govern federal vengués la terra. El 1967 el govern federal va terminar el seu reconeixement de la banda Auburn.
El president Richard Nixon acabà la política de terminació en 1970. En 1978, durant el 100è Congrés dels Estats Units, tant el Senat com la Cambra de Representants engegaren una nova política índia federal basada en l'autodeterminació ameríndia.
El 20 de juliol de 1991 descendents de la històrica banda Aburn reorganitzaren llur govern tribal i adoparen la Constitucó de la 'United Auburn Indian Community (UAIC), que presentaren a la BIA el 30 d'agost de 1991 amb la sol·licitud que l'Oficina "reconegués formalment la Comunitat Índia United Auburn de la Ranxeria Auburn". Una llei del Congrés va aprovar la Llei de Restauració Índia Auburn, que va restaurar el reconeixement federal de la tribu en 1994. Una disposició en la llei permet a la tribu comprar terres al comtat de Placer per crear una nova reserva.
Arran d'una decisió d'apel·lació federal al setembre de 2002, el Departament de l'Interior dels EUA va prendre en fideïcomís una parcel·la de 49 acres de propietat on actualment s'hi ha construït el Casino Thunder Valley.